# فانتوم (فیلم ۲۰۱۵)
فانتوم (به انگلیسی: Phantom)یا شبح فیلمی محصول سال ۲۰۱۵ و به کارگردانی کبیر خان است. در این فیلم بازیگرانی همچون سیف علی خان، کاترینا کایف، سابیاسچی چاکرابارتی، جامل خان، محمد زیشان ایوب ایفای نقش کرده‌اند.